# Bleke zeefwesp
De bleke zeefwesp (Crabro scutellatus) is een vliesvleugelig insect uit de familie van de graafwespen (Crabronidae). De wetenschappelijke naam van de soort is voor het eerst geldig gepubliceerd in 1781 door Scheven.